# Antônia Cássia
Antônia Cássia (em latim: Antonia Cassia) foi uma nobre romana do final do século IV e começo do V. Muito pouco se sabe sobre ela, exceto que era irmã e Materna Cinégia e tia de Herênia. É mencionada numa estela funerária de Rafaneia, na Síria, datada de 398. Presumivelmente pode ter sido parente do prefeito pretoriano do Oriente e cônsul Materno Cinégio, talvez sua filha.